# La conquista della speranza
La conquista della speranza è il titolo con cui sono stati pubblicati nel 1995 in Messico i diari inediti 1956-1957 di Ernesto Che Guevara e Raúl Castro. In italiano sono tradotti da Pino Cacucci e Gloria Corica, presso Marco Tropea nel 1996, con prefazione di Heinz Dieterich Steffan e introduzione di Paco Ignacio Taibo II. In edizione tascabile presso l'ed. Est (1999) e Net (2005). Il sottotitolo recita: L'epopea della Sierra Maestra.

## Edizioni
- Ernesto Guevara, Raúl Castro, La conquista della speranza, collana Storica, Est, 1999,  p. 300.